# 遥川ひまり
遥川 ひまり（ヒマリ、himari☆☆）は、日本の女性シンガーソングライター・作詞家・作曲家。
学生時代からDJ、CMソング（トヨタ自動車、オートバックス）など音楽関係の仕事を始め、2003年サウンドプロデュースに元Valentine D.C.のベーシスト嶋澤潤を迎え、シンガーソングライターとしてマキシシングル『してあげる』でデビュー。『BARKS』のレコメンド・ディスクに選ばれた。
ボーカルだけでなく、自身のバンドプロジェクトmyria☆☆等の作詞作曲、FMパーソナリティ、イベント司会 、イラスト、エッセイ執筆等、多岐に渡る活動を行っている。近年は舞台にも出演。
東京都杉並区出身・都内在住。A型。早稲田大学卒。家族一同みんな歯医者。愛称はひまり、ひまりちゃん等。

## 概要

### 経歴
2003年
- マキシシングル『してあげる』でソロデビュー。

2004年
- バンドプロジェクト『myria☆☆』 始動。

2005年
- myria☆☆ 1stアルバム『深海人魚』リリース。

2006年
- Live & PV集 DVD『幻灯みりあ』リリース。
- 舞台『MIRAGE HOTEL』、『碧の女』役で出演。
- myria☆☆ 2ndアルバム『追憶のメタファー』リリース。
- かつしかFM『Goodyミュージックパラダイス！』にメインパーソナリティとして出演
- 台湾ロックフェス出演。

2007年
- 韓国ライブツアー参加。
- バンドと演劇のコラボ企画 『ヘキセン・ライブ・ハウス〜密かに見守るは真昼の月』に参加。

2008年
- myria☆☆ 活動休止

2009年
- ニューウェーブミクスチャー系グループ『Dr.MACHINE』に参加。

2009年
- ボーカルユニット『☆妄想spica☆』に参加。

2010年
- myria☆☆ 第二期として、新たに活動再開。

2013年
- myria☆☆ 3rdアルバム『UTOPIA』リリース。
- レコ発台湾ツアー。

2014年
- 共同主催イベント『美ヶ月』始動。(トークショーには格闘家の我龍真吾氏も参加)

2015年
- エッセイ集[5]の執筆を機に「himari☆☆」から「遥川ひまり」名義に変更。
- エフエム浦安『遥川ひまりのサタデーミュージックJam』放送開始。

## 作品

### シングル
|     | 名義   | タイトル   | 発売日        | 規格品番 |
| --- | ------ | ---------- | ------------- | -------- |
| 1st | ヒマリ | してあげる | 2003年9月23日 | CWCA-51  |

### アルバム
|     | 名義    | タイトル         | 発売日         | 規格品番  |
| --- | ------- | ---------------- | -------------- | --------- |
| 1st | myria☆☆ | 深海人魚         | 2005年7月29日  | PRCD-0137 |
| 2nd | myria☆☆ | 追憶のメタファー | 2006年10月20日 | PRCD-0257 |
| 3rd | myria☆☆ | UTOPIA           | 2013年9月29日  | PRCD-367  |

### DVD
|                     | 名義    | タイトル   | 発売日        | 規格品番  |
| ------------------- | ------- | ---------- | ------------- | --------- |
| Live&PVコレクション | myria☆☆ | 幻灯みりあ | 2006年3月24日 | PRCD-0213 |

### 楽曲提供
- 作詞：ダンスゲーム X-BEAT 「アオイdejavu(歌：高橋圭一)」（2009年10月）

### 書籍
- エッセイ集 「それぞれの道〜33のドラマ〜」（コールサック社）『ユリシス　音楽の翼』で参加。（2015年4月21日発売）

## 出演

### ライブ・ツアー
- 台湾ロックフェス（2006年10月）
- 韓国ライブハウス?ツアー（2007年9月）
- myria☆☆　アルバム「UTOPIA」レコ発　台湾ツアー（2013年11月）

### イベント
- 美勇士プロデュース MYUCALL ＠ 原宿クロコダイル参加（2005年8月）
- 美勇士プロデュース 年越しライブ！NEW CALL JAM 参加（2005年、2006年、2007年、2009年、2010年、2011年、2012年）
- 関将氏のユニット「音緒（ねお）」にゲストボーカルとして参加。（2009年4月）
- 原田真二、エミ・マイヤー参加、米国ワシントン州ウッデンヴィルで行われた東北復興支援チャリティーイベント[7]にイラスト作品で参加。（2012年8月）
- 自主企画イベント『美ヶ月』主催（2014年12月〜）

### ラジオ
現在放送中のラジオ番組
- エフエム浦安 『遥川ひまりのサタデーミュージックJam』にメインパーソナリティとしてレギュラー出演。（2015年6月〜）

過去のラジオ番組
- BARKS インターネット・ラジオ『V-net』にゲスト出演。 (2003年9月)
- かつしかFM 『Goodyミュージックパラダイス！』にパーソナリティとして出演。（2003年9月〜2004年3月期 MC）

### 舞台
- 『MIRAGE HOTEL』に出演。『碧の女／別の女』役。 (2006年7月21日〜23日)
- 『ヘキセン・ライブ・ハウス〜密かに見守るは真昼の月』に出演。幻のバンド『mirai』のボーカル『ルナ』役。(2007年7月28日)
- 『True Love -Episode0-』に出演。『i(アイ)』(歌手)役。(2015年9月6日)
- 『True Love 〜愛玩人形のうた〜』に出演。『i(アイ)』(歌手)役。(2015年11月14日)

### CMソング
- トヨタ自動車
- オートバックス
- 三洋信販
- プロピア